# Alexán Nalbandián
Alexán Nalbandián –en ruso, Алексан Налбандян; en armenio, Ալեքսան Նալբանդյան– (Ereván, URSS, 18 de abril de 1971) es un deportista ruso de origen armenio que compitió en boxeo.
Ganó una medalla de bronce en el Campeonato Mundial de Boxeo Aficionado de 1999, en el peso minimosca. Participó en los Juegos Olímpicos de Atenas 2004, ocupando el quinto lugar en el mismo peso.

## Palmarés internacional
| Campeonato Mundial | Campeonato Mundial       | Campeonato Mundial | Campeonato Mundial |
| Año                | Lugar                    | Medalla            | Categoría          |
| ------------------ | ------------------------ | ------------------ | ------------------ |
| 1999               | Houston (Estados Unidos) | Medalla de bronce  | 48 kg              |